# Masonetta
Masonetta floridana és una espècie d'aranya araneomorfa de la subfamília Erigoninae, dins de la família Linyphiidae. És l'únic membre del gènere monotípic Masonetta.
És un endemisme dels Estats Units, concretament es pot trobar  als estats de Florida i Geòrgia.
Fou descrita per primera vegada per  Ralph Vary Chamberlin & Vaine Wilton Ivie in 1939,
És sinònim de Caseola floridana ( Ivie & Barrows, 1935) i Ceratinopsis tybeensis (Chamberlin & Ivie), 1944.